# Liquiditätserhaltung
Eine der Hauptaufgaben eines Wirtschaftsunternehmens besteht in einer klaren Liquiditätspolitik. Liquidität sicherzustellen, bedarf eines Maßnahmenbündels, das die Zahlungsbereitschaft und -fähigkeit gewährleistet. Verstanden wird darunter, dass Zahlungsverpflichtungen entsprochen wird (Fälligkeiten). Dies wird auch als Liquiditätserhaltung  bezeichnet.
Im weiteren Sinne ist von diesem Begriff die sog. Kapitalbeschaffung erfasst, sowie das Verhältnis von Eigenkapital (Beteiligungen, Einlagen) zu Fremdkapital (Kredite, Darlehen oder auch Anleihen). Im engeren Sinne wird darunter Geldbeschaffung verstanden, um kurzfristige Liquidität sicherzustellen. Der Finanzplanung unterliegen Durchführung und Kontrolle des Liquiditätserhalts.
Ansprechpartner für Liquiditätserhaltsfragen sind bei Existenzgründung regelmäßig die Kreditinstitute und Industrie- und Handelskammern.
Im Bereich der Anlagepolitik ist Liquiditätserhalt gleichbedeutend mit finanzieller Verfügbarkeit. Auf das Kapital innerhalb eines Anlageinstrumentes kann jederzeit zugegriffen werden (Geldmarktfonds u. a.).